# Ennio Massari Filonardi
Ennio Massari (Narni, 1495 – Montefeltro, 1565) è stato un vescovo cattolico italiano.

## Biografia
Nipote del cardinale Ennio Filonardi, nacque a Narni, nel 1495 da Isabella Filonardi sposata in casa Massari. 
Fu nominato vescovo di Montefeltro il 29 aprile 1549, per rinuncia di suo zio il cardinale Ennio Filonardi, sotto il pontificato di Paolo III.
Partecipò attivamente al Concilio di Trento, prendendo posizione sul rapporto fra apostoli e vescovi e sulla giurisdizione, nella linea tracciata dal vescovo di Lanciano Leonardo Marini. Interviene anche sull'obbligo della residenza dei vescovi. Chiese che i predicatori per esercitare dovessero essere muniti della licenza episcopale. A proposito di matrimonio, si pronuncia a favore della richiesta dei veneziani di cambiare il testo, così da non includere nell'anatema i greci che ritengono si possa divorziare dalla moglie adultera e risposarsi. Intervenne nuovamente sui compiti dei vescovi ed è favorevole che i vescovi nel primo anno visitino la loro diocesi, nel secondo radunino il sinodo, nel terzo si riuniscano in concilio provinciale.